# Младеновац (община)
Младеновац (на сръбски: Општина Младеновац) е градска община в окръг Град Белград.
Заема площ от 339 км2. Административен център е град Младеновац.

## Население
Населението на общината възлиза на 53 096 жители при преброяването през 2011 г. срещу 52 490 души (2002).

## Селища
- град Младеновац
- Америч
- Белуче
- Голема Иванча
- Голема Кръсна
- Влашка
- Границе
- Дубона
- Ковачевац
- Корачица
- Мала Върбица
- Марковац
- Меджулужье
- Младеновац (село)
- Пружатовац
- Райковац
- Рабровац
- Сеная
- Църквине
- Шепшин
- Ягнило